# Catalogue général de Boss
Ne doit pas être confondu avec General Catalogue of Nebulae and Clusters.
Le catalogue général de Boss (en anglais Boss General Catalogue abrégé en GC, parfois nommé General Catalogue) est un catalogue d'étoiles contenant 33 342 étoiles. Il fut compilé par Benjamin Boss et publié en 1936 aux États-Unis. Son nom originel était General Catalogue of 33,342 Stars et il remplaça le précédent Preliminary General Catalogue of 6,188 Stars for the Epoch 1900 publié en 1910 par Lewis Boss (père de Benjamin).